# Leucas dhofarensis
Leucas dhofarensis là một loài thực vật có hoa trong họ Hoa môi. Loài này được Hedge & Sebald mô tả khoa học đầu tiên năm 1982.